# 2025年世界水泳選手権トリニダード・トバゴ選手団
2025年世界水泳選手権トリニダード・トバゴ選手団は、2025年7月11日から8月3日までシンガポールで開催された第22回世界水泳選手権のトリニダード・トバゴ選手団、およびその競技結果。

## 選手団
- 人員: 選手 5人

## 選手名簿・結果
| 選手                         | 種目              | 予選      | 予選 | 準決勝   | 準決勝   | 決勝     | 決勝     |
| 選手                         | 種目              | 結果      | 順位 | 結果     | 順位     | 結果     | 順位     |
| ---------------------------- | ----------------- | --------- | ---- | -------- | -------- | -------- | -------- |
| ディラン・カーター           | 男子50m自由形     | 22秒51    | 43位 | 予選敗退 | 予選敗退 | 予選敗退 | 予選敗退 |
| ディラン・カーター           | 男子50mバタフライ | 23秒36    | 21位 | 予選敗退 | 予選敗退 | 予選敗退 | 予選敗退 |
| ニコリ・ブラックマン         | 男子100m自由形    | 48秒86    | 29位 | 予選敗退 | 予選敗退 | 予選敗退 | 予選敗退 |
| ニコリ・ブラックマン         | 男子200m自由形    | 1分51秒63 | 44位 | 予選敗退 | 予選敗退 | 予選敗退 | 予選敗退 |
| リアム・キャリントン         | 男子100m背泳ぎ    | 55秒87    | 40位 | 予選敗退 | 予選敗退 | 予選敗退 | 予選敗退 |
| イザベラ・ディーフェンタラー | 女子100m自由形    | 57秒05    | 38位 | 予選敗退 | 予選敗退 | 予選敗退 | 予選敗退 |
| イザベラ・ディーフェンタラー | 女子200m自由形    | 2分05秒58 | 38位 | 予選敗退 | 予選敗退 | 予選敗退 | 予選敗退 |
| ズリ・ファーガソン           | 女子50m背泳ぎ     | 29秒81    | 40位 | 予選敗退 | 予選敗退 | 予選敗退 | 予選敗退 |
| ズリ・ファーガソン           | 女子100m背泳ぎ    | 1分03秒56 | 36位 | 予選敗退 | 予選敗退 | 予選敗退 | 予選敗退 |
| ズリ・ファーガソン           | 女子200m背泳ぎ    | 2分18秒89 | 35位 | 予選敗退 | 予選敗退 | 予選敗退 | 予選敗退 |